# Darixon Vuelto
Darixon Eniel Vuelto Pérez (ur. 15 stycznia 1998 w Sambo Creek) – honduraski piłkarz występujący na pozycji skrzydłowego, reprezentant Hondurasu, od 2022 roku zawodnik Realu España.